# Cholet

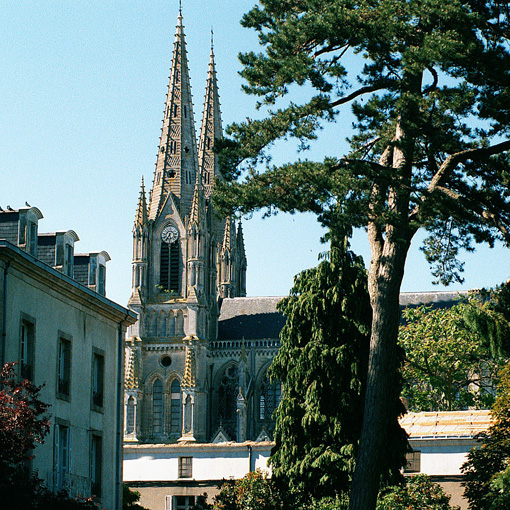
A Notre-Dame (Miasszonyunk) templom

Cholet (ejtsd: solé), város Franciaországban, a történelmi Anjou, a mai Maine-et-Loire megye és a Loire mente régió területén. A Pays des Mauges (ejtsd: péi dé mózs)-nak nevezett országrész központja.

## Földrajzi fekvése
Cholet három, tekintélyes történelmi hagyományokkal rendelkező tartomány, Anjou (Maine-et-Loire megye), Poitou (Deux-Sèvres megye) és Vendée (Loire-Atlantique megye) találkozásánál helyezkedik el.

## Története
A város elnevezése a latin caulis, coletum (káposzta) avagy a gall calla (szikla) szóra vezethető vissza. A Cholet határában található Mazières-en-Mauges településen jelentős ókori leleteket tártak föl. A XI. században a települést Anjou grófja, Foulque Nerra foglalta el. 1343-tól az anjou-i tizenhat sóhivatal egyike Cholet-ban székelt. A reneszánsz idején a De Broon, a Beauveau és a Rougé nemesi családok írták bele nevüket a város történetébe. A XVII. századtól kezdődően a helység fejlődését a textilipar több ezer takácsot foglalkoztató, erőteljes jelenléte biztosította. A francia forradalom ellen kitört, monarchiapárti vendée-i népfölkelés korában a településen és ennek határában zajlott le a cholet-i csata. A textilipar XX. századi, fokozatos hanyatlását ellensúlyozandó, új iparágak (gépkocsigumigyártás, Michelin gyáregyüttes) jelentek meg a helységben. Csipke- és zsebkendőgyártása a múlt században országszerte és nemzetközi piacokon is ismert volt. A város jelenleg Franciaország egyik fontos ipari központja.

## Lakossága
1793-ban a városnak 8444, 1946-ban 26 086, 2006-ban 54 632 lakosa volt.
| Lakosok száma | 41 766 | 55 524 | 55 132 | 54 632 | 53 890 | 53 800 | 53 917 | 54 037 | 54 357 | 54 074 |
|               | 1968   | 1982   | 1990   | 2006   | 2013   | 2015   | 2017   | 2019   | 2020   | 2022   |

## Nevezetességei
- Église du Sacré-Cœur templom
- Église Notre-Dame templom
- Église Saint Pierre templom

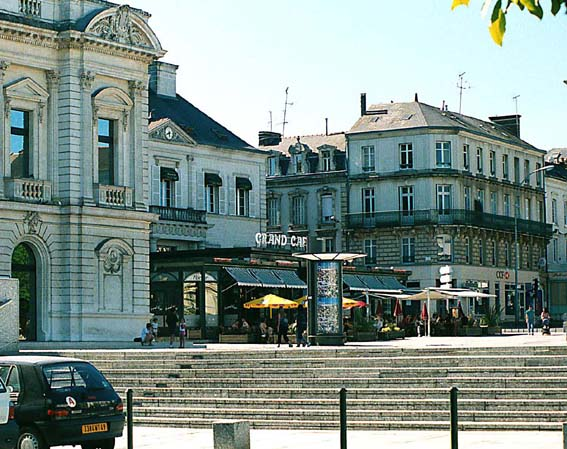
Cholet főtere, a Place Travot

- Couvent Saint François d'Assise kolostor
- Nagymecset (Grande Mosquée)
- Sóraktározó Torony (Tour du Grenier à Sel)
- Városi Színház (Théâtre)

## Múzeumok
- Művészeti és Történelmi Múzeum (Musée d'art et d'histoire)
- Textilmúzeum (Musée du textile)

## Zöldövezetei

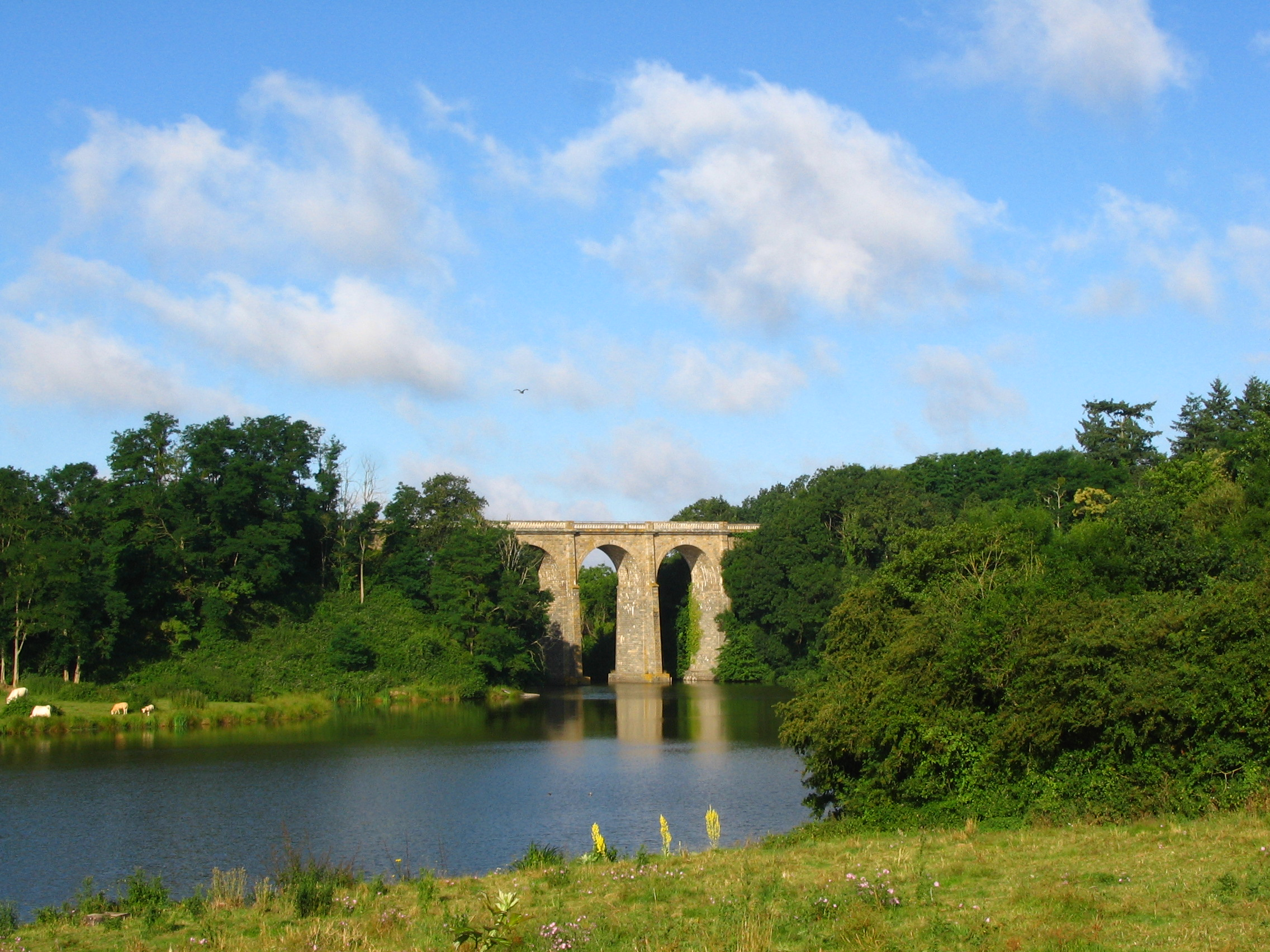
A Lac de Ribou tó északkeleti része és az egykori Cholet-Bressuire vasútvonal egyik viaduktja

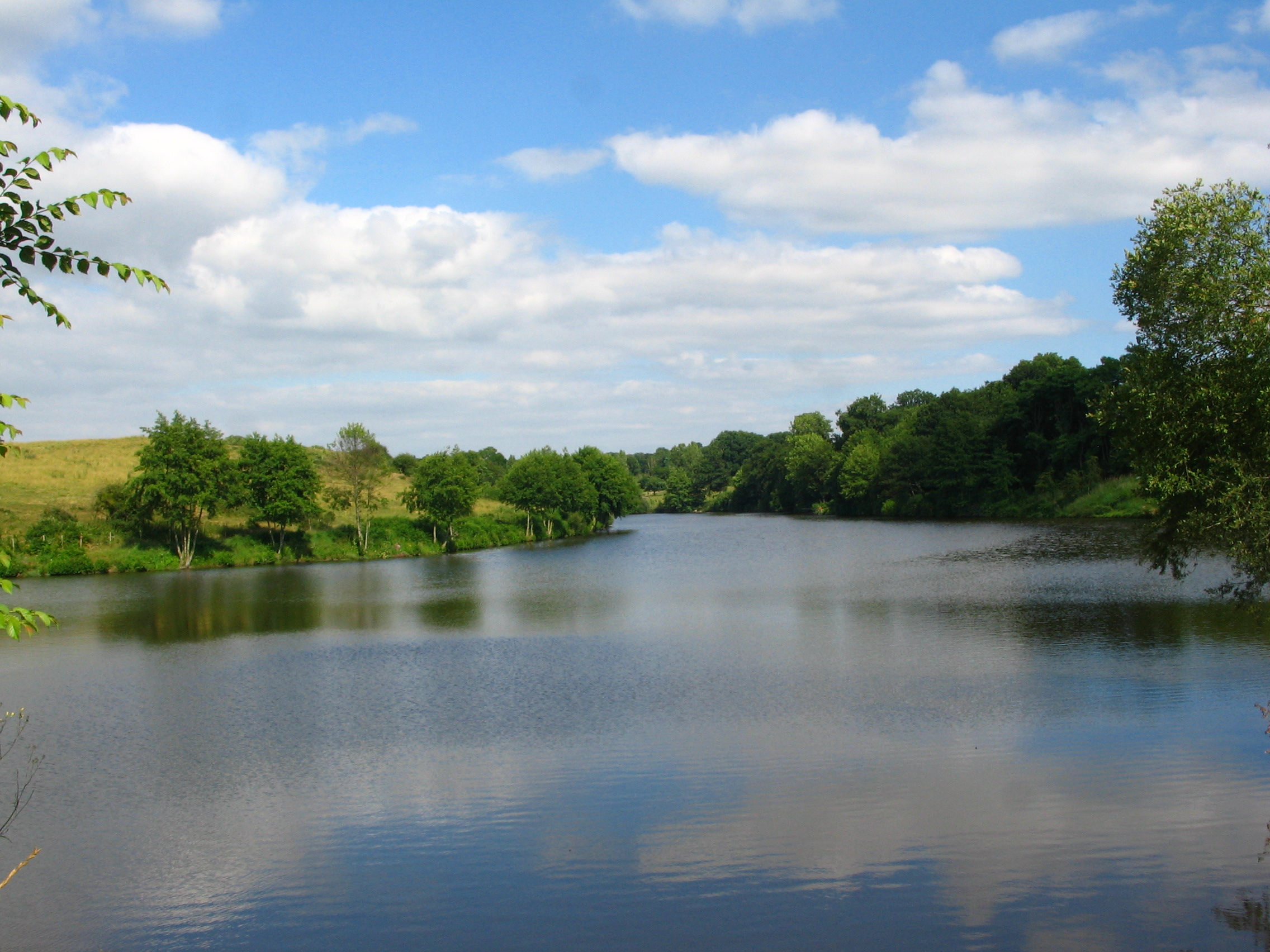
A Lac du Verdon tó

- Lac de Ribou tó
- Lac du Verdon tó
- Étang des Noues láp
- Parc de Moine liget
- Jardin du Mail liget

## Kulturális események, intézmények
- A tizenhat szekeren látványos óriásbábokat fölvonultató Cholet-i Karnevál minden év áprilisában kerül megrendezésre.
- Cholet a Théâtre régional des Pays de la Loire (A Loire-vidéki Tartományi Színház) székhelye.

## Cholet-hez kötődő személyiségek
- Pierre Charles Trémolières, festő (született 1703-ban)
- Wilfrid Almendra, képzőművész
- Jean-Marc Ayrault, politikus
- Victor Bernier (1868–1952), gyógyszerész, Angers polgármestere
- Guillaume Carcaud, színész
- Manchu, sci-fi-illusztrátor
- François Morellet, képzőművész, a minimalizmus előfutára
- Antoine Rigaudeau, kosárlabdázó
- Jean-Claude Suaudeau, labdarúgó
- Bréda Ferenc, esszéíró, irodalomtörténész
- Simon Pouplin, labdarúgó

## Testvérvárosai
- Oldenburg, Németország
- Dorohoi, Románia
- Dénia, Spanyolország
- Solihull, Egyesült Királyság
- Sao, Burkina Faso (együttműködési kapcsolat)
- Araya, Libanon (együttműködési kapcsolat)
- Pierre-De Saurel grófság városi jogú megye, Québec (együttműködési kapcsolat)